# Duca di Castel Duino
Il titolo di Duca di Castel Duino fu creato, con il predicato aggiuntivo di "Principe della Torre e Tasso", dal re d'Italia Vittorio Emanuele III nel 1934 per il principe Alexander di Thurn und Taxis, dopo la sua naturalizzazione nel Regno d'Italia. Questi discendeva dal ramo boemo del casato principesco di Thurn und Taxis.
Il secondo duca, Raimondo, sposò la principessa Eugenia di Grecia e Danimarca, un membro della famiglia reale greca.
La sede della famiglia è presso il castello di Duino a Duino in provincia di Trieste nel Friuli-Venezia Giulia, la moglie del primo Duca era la proprietaria di Villa Serbelloni di Bellagio, da lei poi donata alla fondazione Rockefeller.

## Duca di Castel Duino (1881)
- Principe Alessandro della Torre e Tasso, I duca di Castel Duino (1881-1937), figlio del principe Alessandro Giovanni di Thurn und Taxis e della principessa Maria di Hohenlohe-Waldenburg-Schillingsfürst.
- Principe Raimondo della Torre e Tasso, II duca di Castel Duino (1907-1986).
- Principe Carlo Alessandro della Torre e Tasso, III duca di Castel Duino (nato nel 1952).

L'erede è il principe Dimitri della Torre e Tasso (nato nel 1977).